# Yakobo Kyushei Tomonaga
Yakobo Kyushei Gorobioye Tomonaga (Kuidetsu, Província de Hizen, (actualment Ōmura, a la Prefectura de Nagasaki), (Japó), 1582 - 17 d'agost de 1633) va ser un frare dominic i és un sant japonès per l'església catòlica. Fou ordenat sacerdot el 1626 i tornà al Japó el 1632, on seria detingut el juliol del 1633, i torturat amb la forca i el pou el 15 d'agost de 1633, morint dos dies després. Fou incinerat i les seves cendres llançades al mar.